# Prasanthus jamalicus
Prasanthus jamalicus là một loài Rêu trong họ Gymnomitriaceae. Loài này được Potemkin mô tả khoa học đầu tiên năm 1992.